# Lajoux (Jura)
Lajoux es una comuna suiza del cantón de Jura

## Ubicación
localizada en el distrito de Franches-Montagnes. Limita al norte con las comunas de Saint-Brais y Saulcy, al este con Rebévelier (BE) y Châtelat (BE), al sur con Saicourt (BE) y Les Genevez, y al oeste con Montfaucon.